# Salzachgeier
Salzachgeier är ett berg i Österrike.   Det ligger i distriktet Kitzbühel och förbundslandet Tyrolen, i den centrala delen av landet, 300 km väster om huvudstaden Wien. Toppen på Salzachgeier är 2 469 meter över havet, eller 352 meter över den omgivande terrängen. Bredden vid basen är 7,2 km.
Terrängen runt Salzachgeier är bergig norrut, men söderut är den kuperad. Närmaste större samhälle är Westendorf, 17,0 km nordost om Salzachgeier. 
Trakten runt Salzachgeier består i huvudsak av gräsmarker. Runt Salzachgeier är det ganska glesbefolkat, med 34 invånare per kvadratkilometer.